# Paracaprella barnardi
Paracaprella barnardi is een vlokreeftensoort uit de familie van de Caprellidae. De wetenschappelijke naam van de soort is voor het eerst geldig gepubliceerd in 1967 door McCain.